# Stella Zakharova
Pour les articles homonymes, voir Zakharova.
Stella Heorhiïvna Zakharova, née le 12 juillet 1963 à Odessa, est une gymnaste artistique soviétique. 

## Biographie sportive
Elle est sacrée championne olympique en concours général par équipes aux Jeux olympiques d'été de 1980 à Moscou. 
Elle est médaillée d'argent par équipe et au saut de cheval aux Championnats du monde de gymnastique artistique 1979 à Fort Worth, et sacrée championne du monde par équipe et vice-championne au saut de cheval aux Championnats du monde de gymnastique artistique 1981 à Moscou.

## Palmarès
- American Cup 1979 :
  -  1re au concours général